# Топаркол
Топарко́л (каз. Топаркөл) — село у складі Нуринського району Карагандинської області Казахстану. Входить до складу Кенжарицького сільського округу.
Населення — 39 осіб (2021; 59 у 2009, 49 у 1999, 203 у 1989).
Національний склад станом на 1989 рік:
- казахи — 100 %.

Станом на 1989 рік село називалося Родники.